# 사르테아노
사르테아노(이탈리아어: Sarteano)는 이탈리아 토스카나주 시에나도에 있는 코무네다. 피렌체에서 남동쪽으로 100km, 시에나에서 남동쪽 60km 거리에 있다.